# Festival international du film de Bangkok
Pour les articles homonymes, voir BIFF.
Ne doit pas être confondu avec Festival mondial du film de Bangkok.
Le Festival international du film de Bangkok (Bangkok International Film Festival ou BIFF) est un festival de cinéma qui s'est déroulé chaque année de 2003 à 2009 (7 éditions) à Bangkok, en Thaïlande, en janvier ou en février.

## Historique
La première édition de ce festival, créée avec le soutien du Tourism Authority of Thailand (TAT), a succédé à une première tentative en novembre 2002, le Festival du film de Bangkok, qui n'aurait pas eu un grand succès.
Le Festival du film de Bangkok avait été organisé pour la première fois à Bangkok en 1998,, par le groupe de presse The Nation, avec le soutien de l'organisme public Tourism Authority of Thailand (TAT). Sa dernière édition eut lieu en 2002, après quoi le groupe de médias The Nation rompit sa collaboration avec le TAT. Nation Group continua seul à organiser son festival désormais appelé World Film Festival of Bangkok, tandis que le TAT poursuivait l'organisation de l'ancien festival sous le nom de Bangkok International Film Festival. Depuis 2003, deux festivals de cinéma se déroulent donc chaque année à Bangkok.
La deuxième édition de ce festival en 2004 est une réussite.
La troisième édition de ce festival a lieu du 13 au 24 janvier 2005.
La quatrième édition se déroule du 17 au 27 février 2006.

## Récompenses

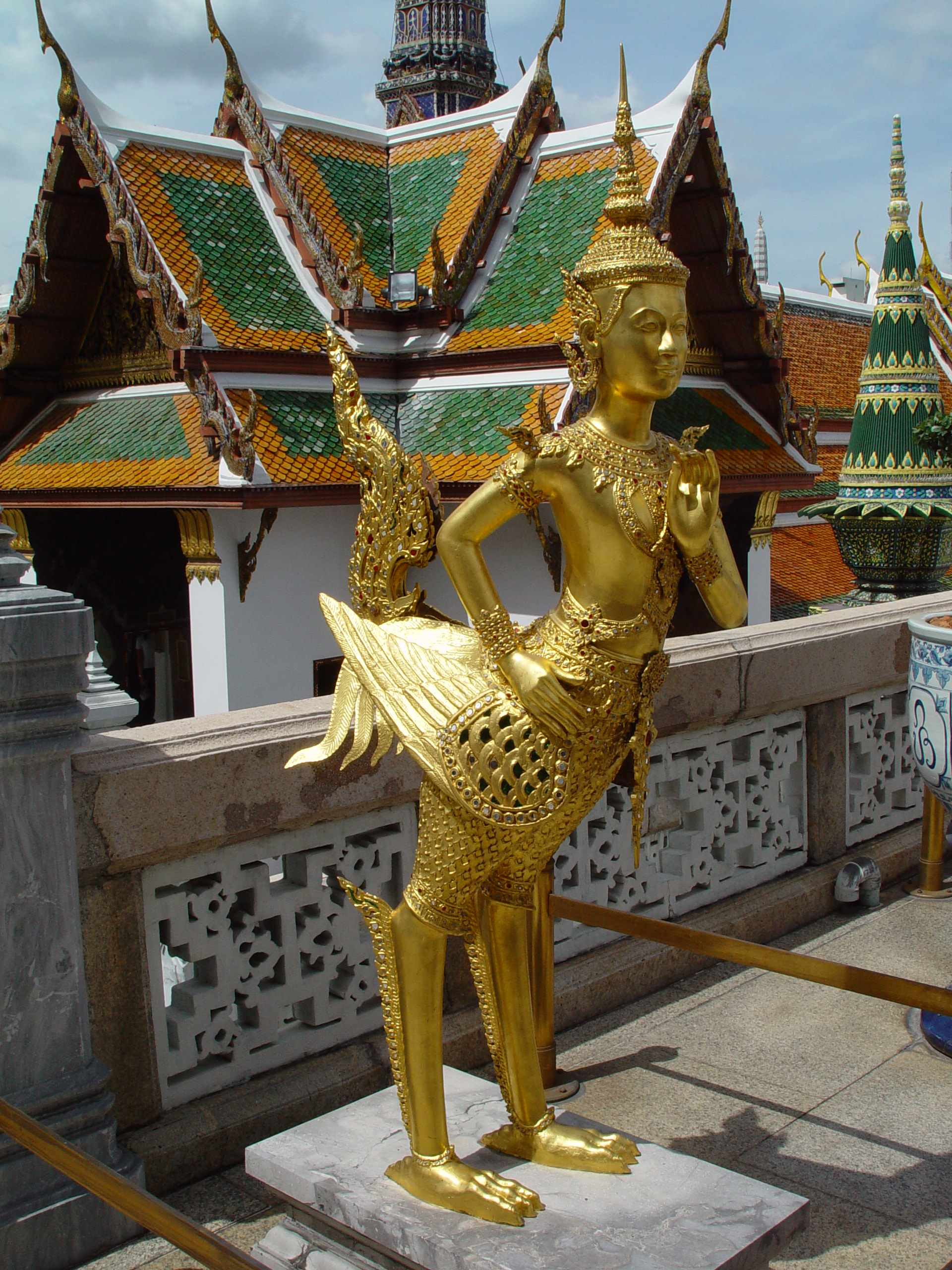
Une Kinnari.

Le festival accorde les récompenses habituelles pour le meilleur scénario, meilleur réalisateur, etc. couronnés par les Golden Kinnaree Awards, du nom de la créature mythique Kinnari, mi-femme, mi-oiseau (thaï : กินรี ), remis lors d'un gala spécial.

## Palmarès

### Meilleur film
- 2005 : Les Choristes  France  Belgique  Allemagne

### Meilleur réalisateur
- 2005 : Christophe Barratier pour Les Choristes